# Słobódka (Czarnokońce Małe)
Słobódka (ukr. Слобідка) – dawniej samodzielna wieś na Ukrainie w rejonie czortkowskim należącym do obwodu tarnopolskiego. Obecnie znajduje się w granicach wsi Czarnokońce Małe, stanowiąc jej północną część po lewej stronie Niczławy.

## Historia
Słobódka to dawniej samodzielna wieś, która w połowie XIX w. stanowiła odrębną w gminę jednostkową w Bezirk Husiatyn Królestwa Galicji i Lodomerii (231 mieszkańców w 1854 roku). Następnie zniesiona i połączona w jedną gminę z Czarnokońcami Małymi.
W międzywojniu w II RP (vide gmina Czarnokońce Wielkie). Po II wojnie światowej włączone w struktury ZSRR.